# Neotetranychus asper
Neotetranychus asper är en spindeldjursart som beskrevs av Fabiola Feres och Flechtmann 2000. Neotetranychus asper ingår i släktet Neotetranychus och familjen Tetranychidae. Inga underarter finns listade i Catalogue of Life.